# 永井洋
永井 洋（ながい よう、1949年 - ）は、日本のシンガーソングライター。

## 経歴

### ザ・ディラン、ザ・ディランII時代
1970年、西岡恭蔵・大塚まさじらとザ・ディラン結成。リードギター・サイドボーカルを担当。
1971年、大塚まさじとザ・ディランII結成。
同年暮ファースト・アルバム「昨日の想い出に別れをつげるんだもの」（URCレコード）をリリース。
その後古川豪のファースト・アルバムをプロデュースしたり、三上寛のアルバム「BANG!」（1974年、URC）で山下洋輔と共演したりする。
1974年12月、ザ・ディランII解散。

### 五つの赤い風船'75から1928B.B.へ
1975年、西岡たかし・中川イサト・金森幸介と五つの赤い風船'75を結成。アルバム1枚、シングル1枚を発表し全国ツアーの後、1976年解散。
1977年、1928B.B.結成。同年の春一番コンサートで演奏した「雨」がライブ盤に収録される。

### 中断から復活へ
1979年より1996年まで活動休止。
1998年CD「クロちゃんを歌う」にディランII名義で参加。
2001年より春一番コンサートで歌う。

### ソロから三つの赤いふんどし
2003年よりソロライブ活動を始める。「ながいひろし」と読まれることから、「永井よう」、「ながいよう」の表記となる。
2007年、平光成・杉本Q仁美と三つの赤いふんどし結成。
2009年7月CD「ながいよう/三つの赤いふんどし」発表。